# Крриш 3
«Крриш 3»  (хинди कृषकृष 3, Krrish 3) — индийский супергеройский фильм режиссёра Ракеша Рошана, выпущенный в прокат 1 ноября 2013 года. Является сиквелом фильмов «Ты не одинок» и «Крриш»
Фильм повествует о жизни Рохита Мехры, талантливого учёного, и Кришны Мехры (он же Крриш), его сына-супергероя. Кришне предстоит сразиться со злым гением Каалом, которому всячески помогают его приспешники-мутанты.
Изначально Крриш 3 планировался выйти в формате 3D, но, за неимением достаточного количества времени на конвертацию фильма в формат 3D, режиссёр Ракеш Рошан вынужден был сообщить, что фильм выйдет в формате 2D. «Крриш 3» был выпущен в мировой прокат 1 ноября 2013 года. Выход следующего фильма серии под названием «Крриш 4» отложен до июня 2021 года из-за пандемии.

## Сюжет
После того, как Крриш побеждает злого доктора Арью, при этом сумев спасти своего отца Рохита из плена, супергерой продолжает вести борьбу против зла и вызволять жизни многих людей из опасности. За это постепенно Крриш становится общепризнанным героем.
Кришна со своей уже женой Прией окончательно переезжают в другой город вместе с отцом Кришны. Рохит продолжает свою научную деятельность и использует свои высокоразвитые умственные способности во благо общества.
Но всем им неведомо, что на другом конце планеты с каждым днем увеличивается тёмная сила. И имя ей Каал. Каал, являясь гением от природы, использует свои способности во зло, тем самым распространяя по всему миру смрад и разрушения. В поддержку своим недобрым начинаниям Каал обзаводится армией «собственноручно» созданных существ.
Вскоре Рохит и Крриш остаются единственными, которым по силам предотвратить зло, задуманное Каалом. Но это не останавливает злого гения, и в итоге судьба сводит лицом к лицу супергероя и злодея, где на плечи Крриша ложится не только задача по разрушению не благих планов Каала, но и самое тяжелое — защитить свою семью от злодея. И Кришна должен будет попытаться разбудить в себе новые силы в борьбе с беспощадным врагом.

## Награды
- IIFA Award за лучшую постановку боевых сцен — Шам Каушал и Чэн Сяодун[6]
- IIFA Award за лучшие спец-эффекты — Кейтан Ядав и Хареш Хингорани из Red Chillies VFX[6]
- Screen Award за лучшие визуальные эффекты — Red Chillies Entertainment[7]

## Саундтрек
Все тексты написаны Самиром, вся музыка написана Раджешем Рошаном.
| №  | Название                               | Исполнители                              | Длительность |
| -- | -------------------------------------- | ---------------------------------------- | ------------ |
| 1. | «Krrish Krrish»                        | Мамта Шарма, Анирудх Бхола, Раджеш Рошан | 5:13         |
| 2. | «Raghupati Raghav»                     | Нирадж Шридхар, Монали Тхакур & Bob      | 5:21         |
| 3. | «Dil Tu Hi Bataa»                      | Алиша Чинаи, Зубин Гарг                  | 6:41         |
| 4. | «You Are My Love»                      | Мохит Чаухан, Алиша Чинаи                | 4:31         |
| 5. | «God Allah Aur Bhagwan»                | Сону Нигам, Шрея Гхошал                  | 6:28         |
| 6. | «Dil Tu Hi Bataa» (Remix By DJ Shiva)  | Алиша Чинаи, Зубин Гарг                  | 4:25         |
| 7. | «Raghupati Raghav» (Remix By DJ Shiva) | Нирадж Шридхар, Монали Тхакур & Bob      | 4:31         |